# لطفي عبد الحميد
{{معلومات ممثل
| الاسم   = لطفي عبد الحميد
| صورة        = 
| عنوان الصورة   =
| اسم الولادة    = 
| الدولة        =  مصر
| تاريخ الولادة ={{تاريخ الميلاد 1925/10/4
| مكان الولادة    = طنطا
| تاريخ الوفاة   = 1997/11/21
| مكان الوفاة    = أمريكا
| ألقاب أخرى   = 
| أدوار مهمة    :
| سينما  = فيلم الوزير جاى و فيلم طيور الظلام وفيلم الناس اللى تحت
| تلفزيون = مسلسل على الزيبق و رأفت الهجان جزء ٣
| مسرح =مسرحية شفيقة القبطية تمثيل و اخراج
| إذاعة   = 
| سنوات العمل    = 1951 - 1996
|الزوجة = عواطف حموده
| الأبناء = وحيد & نيفين & هانى
| صفحة شخصية :
| عمل ممثل بالسينما و عمل مخرجا بالمسرح ، و استاذ القاء بمعهد المسرح بالكويت و عمل مخرج و ممثل بالاذاعة الكويتية

## عن حياته
عمل في السينما والأذاعة بشكل مكثف قام بأدوار صغيرة وابتعد عن الساحة الفنية بعض الوقت كي يعود اليها مرة أخرى في التسعينيات القرن العشرين وقام بدور والد عادل امام في طيور الظلام. وايضًا عمل في نهاية السبعنيات القرن العشرين في بعض من المسلسلات الكويتية.

## من أعماله
- المهرج الكبير.
- اللقاء الأخير.
- الايمان.
- شموس ولبلب.
- شمس لاتغيب.
- نافذة على التاريخ.
- بطل النهاية.
- درب الزلق.
- بيت بوخالد.
- درس خصوصي.
- آسف للإزعاج.
- على الزبيق.
- الوزير جاي.
- ليلة هروب
- مسلسل لا.
- الطيب والشرس والجميلة.
- طيور الظلام.
- النوم في العسل.
- مسلسل رأفت الهجان الجزء الثالث

## روابط خارجية
- لطفي عبد الحميد على موقع قاعدة بيانات الأفلام العربية